# Chela laubuca
Chela laubuca es una especie de peces de la familia de los Cyprinidae en el orden de los Cypriniformes.

## Morfología
Los machos pueden llegar alcanzar los 17 cm de longitud total.

## Hábitat
Es un pez de agua dulce.

## Distribución geográfica
Se encuentra en el Pakistán, India, Bangladés, Sri Lanka, Birmania, Malasia, Indonesia, Nepal y Indochina, incluyendo los ríos Mekong y Chao Phraya.